# Liste der denkmalgeschützten Objekte in Kraslice
Grundlage dieser Liste der denkmalgeschützten Objekte in Kraslice ist die ÚSKP-Liste (Ústřední seznam kulturních památek České republiky, deutsch Zentrale Liste der Kulturdenkmäler der Tschechischen Republik), die von der tschechischen Denkmalschutzbehörde NPÚ (Národní památkový ústav, deutsch Nationale Denkmalbehörde) seit 1987 geführt wird und an die seit dem Jahr 1850 geschaffenen Listen anschließt.

## Denkmalgeschützte Objekte in der Stadt Kraslice nach Ortsteilen

### Kraslice(Graslitz)
| Lage                                            | Objekt                                                               | Beschreibung | ÚSKP-Nr.                  | Bild           |
| ----------------------------------------------- | -------------------------------------------------------------------- | --- | ------------------------- | -------------- |
| Kraslice, vrch Hradiště (Standort)              | Hrad Hausberg                                                        | Burg Hausberg, Ruinen und archäologische Spuren, mit Fragmenten von oberirdischem Mauerwerk sowie Rest einer runden Bastion mit einem Innendurchmesser von 1,9 m und einer Wandstärke von 1,2 m, vermutlich aus dem 14.–16. Jahrhundert. | 28085/4-638 Info Katalog  | weitere Bilder |
| Kraslice, Lipová cesta 625/19 (Standort)        | Fabrik Bohland & Fuchs                                               | Ehem. Musikinstrumentenfabrik Bohland & Fuchs, Hersteller von Blechblasinstrumenten, original erhalten aus dem frühen 20. Jahrhundert. Nach 1950 als ČSAD-Omnibus-Werkstatt genutzt, derzeit unbenutzt, Nutzung für kommunale technische Dienste geplant. | 17819/4-635 Info Katalog  | weitere Bilder |
| Kraslice, Lipová cesta 1091/17 (Standort)       | Villa Anton Richard Breinl                                           | Villa Anton Richard Breinl mit Einzäunung, errichtet 1903. Außergewöhnlich gut erhaltene Villa aus dem frühen 20. Jahrhundert. Bis heute sind der ursprüngliche Grundriss sowie einige kunsthandwerkliche Elemente und die Jugendstilfassade erhalten geblieben. Bauherr war der Industrielle Anton Richard Breinl, der das Haus als repräsentativen Wohnsitz errichtete. Die Verbindung zur hiesigen Musikindustrie spiegelt sich im Gesamtkonzept des Gebäudes, vor allem in der Stuckdekoration, wider. Der Entwurf des Gebäudes stammt vom Architekten Otto Stainl (1875–1907), Stadtbaumeister in Karlsbad und in Teplitz, der auch eine weitere Jugendstilvilla in Graslitz erbaut hat – die Villa des Fabrikanten W. Fuchs aus dem Jahr 1904 in der Dukelská-Straße. | 104805 Info Katalog       | weitere Bilder |
| Kraslice, Horní 1300/2 (Standort)               | Evangelische Kirche und Pfarrhaus                                    | Kirchengebäude und Pfarrhaus in einem modernistischen Gebäude vereint, was damals eine sehr fortschrittliche Lösung war. Gebäude mit vorspringendem Eingangsbereich und einem Längsschiff, das in einem quer ausgerichteten Pfarrhaus endet. - Kirche, erbaut 1911–1912 nach Plänen des prominenten Berliner Architekten Otto Bartning. An der linken Seite des Eingangs ist der Glockenturm angebaut, der in einer offenen Galerie mit einem pyramidenförmigen Dach endet. - Pfarrhaus Nr. 1300, schließt sich im Nordwesten an der Kirche an, errichtet auf rechteckigem Grundriss mit einem Mittelrisalit in der Hauptfassade. - Stützmauer mit Geländer. Betonstützmauer mit gusseisernem Geländer, dient zugleich als Absperrung. - Treppen, zwei einarmige Betontreppen führen direkt zum Haupteingang der Kirche. Die erste Treppe von der Straße zur Terrasse, die zweite schmalere von der Terrasse bis zum Eingang der Kirche sowie im unteren Teil zwei weitere seitliche Treppen. | 106607 Info Katalog       | weitere Bilder |
| Kraslice (Standort)                             | Fronleichnamskirche                                                  | Kirche des Allerheiligsten Altars (Fronleichnamskirche) sowie Treppe. Dreischiffige Basilika mit kurzem Querschiff, Apsisabschluss und markantem Turm in der Fassade. Errichtet 1893–1896 im neoromanischen Stil. Die Fassade wird nicht nur durch ein typisches gekehltes Gesims gegliedert, sondern auch durch rot-ockerfarbene Streifen, die an den Dom von Siena erinnern. Die Kirche wurde an der Stelle einer kleineren, ursprünglich lutherischen Kirche aus dem Jahr 1619 errichtet. Dieser Vorgängerbau war im Frühjahr 1892 aufgrund des Bauzustands und der unzureichenden Kapazität abgerissen worden. | 31871/4-4002 Info Katalog | weitere Bilder |
| Kraslice, an der Fronleichnamskirche (Standort) | Statue des hl. Johannes von Nepomuk                                  | Spätbarocke polychrome Statue des hl. Johannes von Nepomuk in natürlicher Größe, aus der zweiten Hälfte des 18. Jahrhunderts, auf rechteckigem Sockel. | 35201/4-636 Info Katalog  | weitere Bilder |
| Kraslice, an der Fronleichnamskirche (Standort) | Mariensäule                                                          | Säule mit einer Statue, barocke Mariensäule auf einem Doppelsockel, deren unterer Teil mit einem Evangelistenrelief verziert ist, errichtet in den Jahren 1715–1730. Die Statue der Unbefleckten Jungfrau Maria (Immaculata), auf einem Globus stehend, umgeben von einer Schlange. | 21217/4-637 Info Katalog  | weitere Bilder |
| Kraslice 217/25 (Standort)                      | Doppelhaus Nr. 217                                                   | vorstädtisches Bürgerhaus, Doppelhaus in Fachwerk- und Backsteinbauweise, Fachwerk im ersten Stock, mit Satteldach und Balkendecken. Erdgeschoss und erster Stock teilweise verbrettert. | 25145/4-634 Info Katalog  | weitere Bilder |
| Kraslice, Dukelská 1128/37 (Standort)           | Fabrikantenvilla Wilhelm Fuchs                                       | Villa des Fabrikanten Wilhelm Fuchs. Romantische Jugendstilvilla, erbaut zu Beginn des 20. Jahrhunderts nach dem Entwurf des Architekten Otto Stainl (1875–1907), siehe auch . Das Gebäude hat zwei Etagen sowie ein Dachgeschoss und einen Keller. Das Gebäude ist auf einem Steinsockel errichtet, im Obergeschoss teilweise mit Fachwerk und Türmchen. | 104810 Info Katalog       | weitere Bilder |
| Kraslice, Hřbitovní 800 (Standort)              | Friedhofskapelle mit Feierhalle                                      | Friedhofskapelle mit Feierhalle. Friedhofskapelle Erhebung des Hl. Kreuzes, auf rechteckigem Grundriss mit polygonalem Abschluss, errichtet 1885 im neugotischen Stil. Nach 1936 wurde die Kapelle um einen Saal erweitert (nach dem Entwurf von Anton Köstler). | 104670 Info Katalog       | weitere Bilder |
| Kraslice, an der Friedhofsmauer (Standort)      | Grabstein von Johann Wilhelm und David Heinrich Winkler von Heimfeld | Grabstein der Söhne des Berghauptmanns von Graslitz Christoph Heinrich Winkler von Heimfeld, Johann Wilhelm und David Heinrich Winkler, aus Sandstein, 150 × 200 cm, Datierung 1667, orig. Standort hinter dem Hauptaltar der Stadtkirche, heute an der Friedhofsmauer. Hinweis: Im Denkmalkatalog nicht mehr enthalten. | 12641/4-4869 Info Katalog | BW             |
| Kraslice, U elektrárny 1928, 636 (Standort)     | Städtischer Schlachthof                                              | Städtischer Schlachthof (ohne den Bau einer Trafostation auf dem Gelände des ehemaligen Kraftwerks auf der Parzelle Nr. 3110). Das Areal des ehemaligen Stadtschlachthofes, erbaut 1903–1904 nach einem Entwurf des Warnsdorfer Architekten Anton Möller im Jugendstil. - Hauptbetriebsgebäude Nr. 1928 - Wohnhaus Nr. 636 - Nebengebäude sowie Gebäude mit sanitären Einrichtungen | 100974 Info Katalog       | weitere Bilder |

### Sklená (Glasberg)
| Lage                                         | Objekt          | Beschreibung | ÚSKP-Nr.            | Bild           |
| -------------------------------------------- | --------------- | --- | ------------------- | -------------- |
| Sklená, gegenüber von Haus Nr. 48 (Standort) | Adalbertkapelle | Adalbertkapelle, urspr. Bau von 1718, jetzt klassizistische Kapelle sowie der Glockenturm. Die Kapelle steht am Hang auf einem hohen Hügel am Waldrand an der alten Straße von Kraslice nach Rotava (Rothau). Ein rechteckiger Bau mit einem Glockenturm. Die Wände sind durch Pilaster gegliedert. Niedrige, breite Fenster mit einem Segment gewölbt. Barockkapelle, erbaut zwischen 1718 und 1722. Bauherrin war Marie Rosina Dotzauer, Witwe des Müllers Paul Dotzauer. Sie ließ sie zu Ehren ihres Mannes bauen. 1909 wurde vor dem Eingang ein Vestibül und ein Glockenturm errichtet. | 106182 Info Katalog | weitere Bilder |

### Sněžná(Schönau b. Graslitz)
| Lage                                                                | Objekt             | Beschreibung | ÚSKP-Nr.                 | Bild           |
| ------------------------------------------------------------------- | ------------------ | --- | ------------------------ | -------------- |
| Sněžná (Standort)                                                   | Kirche St. Jakobus | Jakobuskirche. Evangelische Kirche aus dem frühen 17. Jahrhundert, später zur Wallfahrtskirche umgebaut. Länglicher Saalbau mit dreieckigem Chor. Das Dach ist mit zwei Laternen versehen. Zum Komplex gehören auch die Fronleichnamskapelle, eine Umfassungsmauer mit Toren und der Kreuzweg. - Kirche - Kapelle des Heiligen Grabes - Einfriedung mit Toren | 36207/4-703 Info Katalog | weitere Bilder |
| Sněžná, an der Straße von Graslitz nach Luby (Schönbach) (Standort) | Gedenkkreuz        | Gedenkkreuz. Spätbarockes Eisernes Kreuz, auf der Vorderseite das Monogramm G. K. und die Datierung 1778. | 41678/4-704 Info Katalog | BW             |

### Kostelní(Kirchberg am Hohen Stein)
| Lage                           | Objekt           | Beschreibung | ÚSKP-Nr.                 | Bild           |
| ------------------------------ | ---------------- | --- | ------------------------ | -------------- |
| Kostelní (Standort)            | Drei Sühnekreuze | Drei Sühnekreuze, drei stark beschädigte monolithische Steinkreuze ohne Inschrift und ohne Relief. | 15444/4-617 Info Katalog | weitere Bilder |
| Kostelní, os. Kámen (Standort) | Ägidiuskirche    | Kirche St. Ägidius, im Kern romanisch, in der ersten Hälfte des 17. Jahrhunderts auf den Umfassungsmauern eines mittelalterlichen Gebäudes errichtet, weitere Umbauten fanden im 18. und 19. Jahrhundert statt, zum Denkmalkomplex gehört auch die Friedhofsmauer. | 26773/4-616 Info Katalog | weitere Bilder |

### Kámen(Stein am Hohen Stein)
| Lage                                                         | Objekt                     | Beschreibung | ÚSKP-Nr.                  | Bild           |
| ------------------------------------------------------------ | -------------------------- | --- | ------------------------- | -------------- |
| Kámen, an der Staatsgrenze Deutschland-Tschechien (Standort) | Grenzstein („Juliusstein“) | Grenzstein von 1544 und Wappen auf beiden Seiten an einer Altstraße im oberen Wirtsgrund zwischen Böhmen und Sachsen. Naturstein, ca. 1 m hoch, durch einen leicht verbreiterten Fuß in den Boden versenkt, der auf beiden Seiten im oberen Teil die Jahreszahl 1544 trägt und darunter das jeweilige Landeswappen, auf böhmischer Seite mit einem einschwänzigen ungekrönten Löwen, auf der gegenüberliegenden Seite das kursächsische Wappen mit den gekreuzten Schwertern. Daneben der moderne Grenzstein Nr. 7, Stein, mit der Bezeichnung CS auf der tschechischen Seite und mit dem D auf der deutschen Seite. | 32678/4-4003 Info Katalog | weitere Bilder |